# Kyrofors vattenkraftverk

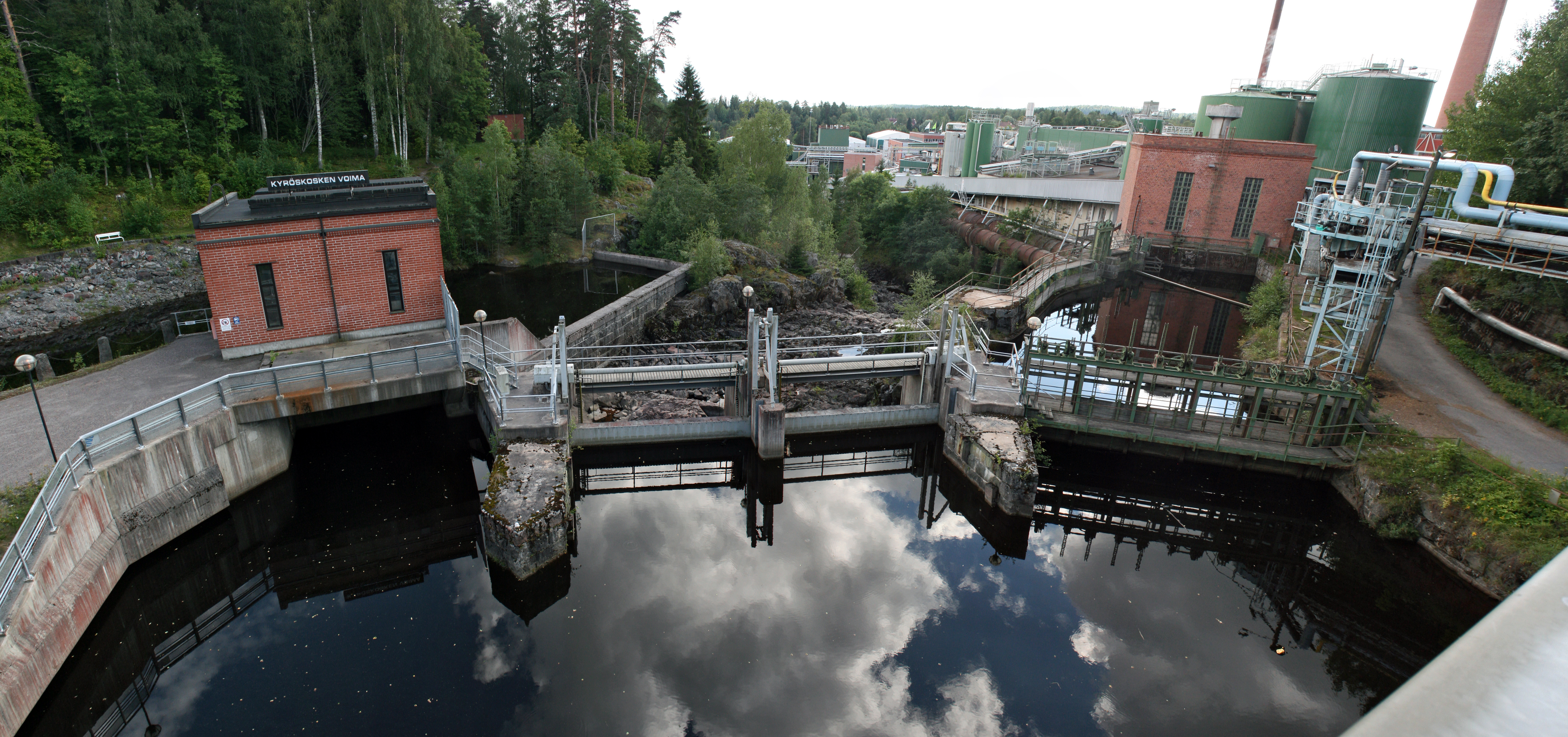
Kyrofors vattenkraftverk.

Kyrofors är en fors och ett vattenkraftverk vid bruksorten Kyrofors i Tavastkyro kommun.
Forsen, som är belägen där Ikalisstråten genombryter Tavastmon, hade ett drygt 20 meter högt fall, som drev flera kvarnar. Den togs 1860 i bruk för ett bomullsväveri, som senare ersattes av ett träsliperi och därefter kartong- och papperstillverkning. En nåldamm byggdes över Kyrofors 1907, och 1912 färdigställdes det första kraftverket, som består av fem turbiner som installerades åren 1913, 1934 och 1936. Då ett nytt kraftverk blev färdigt 1997, blev de gamla turbinerna reservmaskiner.